# Hauptikon
Hauptikon är en ort i kommunen Kappel am Albis i kantonen Zürich, Schweiz. 